# Ziziphus andamanica
Ziziphus andamanica är en brakvedsväxtart som beskrevs av M.M. Bhandari och A.K. Bhansali. Ziziphus andamanica ingår i släktet Ziziphus och familjen brakvedsväxter. Inga underarter finns listade i Catalogue of Life.